# Grande Florianópolis
Grande Florianópolis is een van de zes mesoregio's van de Braziliaanse deelstaat Santa Catarina. Zij grenst aan de mesoregio's Vale do Itajaí, Serrana en Sul Catarinense. De mesoregio heeft een oppervlakte van ca. 7.041 km². In 2009 werd het inwoneraantal geschat op 960.660.
Drie microregio's behoren tot deze mesoregio:
- Florianópolis
- Tabuleiro
- Tijucas

Mesoregio's: Grande Florianópolis · Norte Catarinense · Oeste Catarinense · Serrana · Sul Catarinense · Vale do Itajaí

Microregio's: Araranguá · Blumenau · Campos de Lages · Canoinhas · Chapecó · Concórdia · Criciúma · Curitibanos · Florianópolis · Itajaí · Ituporanga · Joaçaba · Joinville · Rio do Sul · São Bento do Sul · São Miguel do Oeste · Tabuleiro · Tijucas · Tubarão · Xanxerê